# Абу Мухаммад II
Абу Мухаммад II Абдаллах аль-Заяні (араб. أبو محمد عبد الله الثاني الزياني; д/н — 1540) — 26-й султан Держави Заянідів у 1528—1540 роках.

## Життєпис
Син султана Абу Абдаллаха III. Після смерті в 1528 році брата Абу Хамму III посів трон. Спочатку зберігав політику попередника, спрямовану на союз із Іспанією. Головну загрозу вбачав в османському бейлербеї Хайр ад-Діні Барбаросса.
Поступово населення держави дедалі більше налаштовувалося на розрив відносин з Іспанією, до чого постійно підбурювали шейхи. Також у цей час посилилися марабути, що прибули з Марокко. Зрештою виникла небезпека влади самого султана, оскільки його супротивник почали перемовини з Барбароссою щодо повалення Абу Мухаммада II. Той задля попередження цьому визнав владу османського султана, який гарантував тому безпеку. Після цього Абу Мухаммада II розірвав васальні відносини з Іспанією.
Помер 1540 року. Успадкував трон його син Абу Абдаллах VI.